# 纪涵星
纪涵星（1921年9月—2009年10月6日），男，山东蓬莱人，中华人民共和国政治人物，曾任河南省人民政府副省长，河南省人大常委会副主任，第七届全国人大代表。